# 麒麟座V592
麒麟座V592，又名BD-07 1592，HD 49976、SAO 133761、HR 2534，是麒麟座的一颗恒星，视星等为6.29，位于銀經220.02，銀緯-3.82，其B1900.0坐标为赤經6h 45m 53.3s，赤緯-7° -3.82′ 29″。